# Platyura nigerrima
Platyura nigerrima är en tvåvingeart som först beskrevs av Gabriel Strobl 1909.  Platyura nigerrima ingår i släktet Platyura och familjen platthornsmyggor.
Artens utbredningsområde är Österrike. Inga underarter finns listade i Catalogue of Life.